# Gjemnes
Gjemnes és un municipi situat al comtat de Møre og Romsdal, Noruega. Té 2.593 habitants (2016) i té una superfície de 381.99 km². El centre administratiu del municipi és el poble de 	Batnfjordsøra.
El municipi es troba al llarg dels fiords Kvernesfjorden, Batnfjorden, Freifjorden, i Tingvollfjorden. La muntanya Reinsfjellet (la més alta del municipi) es troba prop de Torvikbukt. El municipi també inclou l'illa de Bergsøya que es troba en la unió dels fiords prop del poble de Gjemnes.
Gjemnes està envoltat pels municipis de Kristiansund i Averøy al nord; per Eide, Fræna, i Molde a l'oest; per Nesset al sud; i per Tingvoll a l'est.